# Лютецій
Лютецій (англ. lutecium, лат. та нім. Lutetium n, Kassiopeium n) — хімічний елемент, проста речовина — лютецій. Символ Lu, атомний номер 71. Сріблясто-білий, ковкий та пластичний рідкісноземельний метал. Останній елемент групи лантаноїдів, належить до ітриєвої підгрупи. Зустрічається в природі тільки у зв'язаній формі. Поміж лантаноїдів, через лантаноїдне стиснення, атоми лютецію мають найменший атомний радіус, а елемент лютецій найвищі значення температур плавлення та кипіння.
Хімічно активний. Електронна конфігурація [Xe]4f146s25d1; період 6, група 3, f-блок (лантаноїд). Утворює лантаноїдні сполуки в ступені окиснення +3.
Густина 9,84 г/см³; tплав 1660 °C, tкип 3410 °C. На повітрі лютецій покривається щільною стійкою оксидною плівкою, при нагріванні до 400 °C окиснюється. Кристалічна ґратка гексагональна.
Відомо понад 50 штучних ізотопів і ядерних ізомерів лютецію.
Кларк лютецію в земній корі 0,8 г/т. Як і інші лантаноїди, лютецій присутній у невеликих кількостях у багатьох мінералах ітрієвої підгрупи рідкісноземельних елементів (ксенотим, ітріаліт, гадолініт, самарськіт та ін.).

## Історія
Відкритий у 1907 р. трьома науковцями незалежно один від одного: К. фон Вельсбахом, Ж.Урбаном та Ч. Джеймсом.
Вперше металічний лютецій отримано у 1953 році
Назва походить від латинської назви кельтського поселення Лютеція (лат. Lutetia, чи лат. Lutetia Parisiorum), яке надалі переросло в Париж. До початку 1960 років також використовувалась назва касіопій (cassiopium) — запропонована Вельсбахом, хоча з 1914 року офіційно прийнята назва елементу — Lutecium, а з 1949 — Lutetium.

## Хімічні властивості
Лютецій на повітрі повільно покривається плівкою оксиду, а при температурі вище 200 °C активно реагує (горить) з киснем повітря з утворенням оксиду лютецію (ІІІ) :
4 Lu + 3 O2 → 2 Lu2O3
Повільно реагує з водою, однак реакція пришвидшується при нагріванні з утворенням гідроксиду, та виділенням водню:
2 Lu + 6 H2O → 2 Lu(OH)3 + 3 H2↑
Лютецій реагує з галогенами:
2 Lu + 3 F2 → 2 LuF3 [сіль білого кольору ]
2 Lu + 3 Cl2 → 2 LuCl3 [сіль білого кольору]
2 Lu + 3 Br2 → 2 LuBr3 [сіль білого кольору ]
2 Lu + 3 I2 → 2 LuI3 [сіль коричневого кольору ]
Lu реагує з розбавленою сульфатною кислотою з утворенням безбарвного Lu(III) іона (існує як [Lu(OH2)9]3+ аквакомплекс) та виділенням водню
2 Lu + 3 H2SO4 → 2 Lu3+ + 3 SO2−
4 + 3 H2↑

## Ізотопи
Природний лютецій складається з двох різних ізотопів. З них один стабільний, а ще один має надзвичайно довгий період розпаду.
| Масове число | Частка у природному лютеції | Період напіврозпаду |
| ------------ | --------------------------- | ------------------- |
| 175          | 97,401 %                    | ∞                   |
| 176          | 2,599 %                     | 3,76×1010 років     |

Загалом відомо 58 ізотопів лютецію з масовими числами від 150 до 184, 23 з яких — метастабільні.
З нестабільних ізотопів, що не зустрічаються в природі, найбільші періоди напіврозпаду мають Lu174 (3,3 року) і Lu173 (1,3 року).

## Поширення та отримання
Як і інші лантаноїди, лютецій присутній у невеликих кількостях у багатьох мінералах ітрієвої підгрупи рідкісноземельних елементів (ксенотим, ітріаліт, гадолініт, самарськіт та ін.). Добувається переважно разом з іншими рідкісноземельними металами з монацитових пісків, рідше з бастнезиту. Вміст лютецію у монациті становить близько 0,003 %.
Лютецій є найменш розповсюдженим з лантаноїдів елементом (якщо не враховувати радіоактивний прометій), що є результатом збігу дії двох емпіричних правил: загальної тенденції на зменшення розповсюдженності елементів при зростанні їх атомного номера, а також правила Оддо-Харкінса, згідно з яким елементи з непарним атомним номером зустрічаються рідше, ніж елементи з парним.
Для виділення лютецію використовують методи іонообмінної хроматографії, селективної комплексації, екстракції розчинниками.
Чистий лютецій отримують відновлюючи його з фториду кальцієм. Після цього фторид кальцію легко звітрюється при нагріванні, а рештки кальцію видаляються при вакуумній плавці.
Радіоактивний ізотоп лютецій-177 отримують з іттербію-176 або лютецію-176, опромінюючи його нейтронами у реакторах.

## Використання
Лютецій використовується як каталізатор у реакціях крекінгу, алкілювання, гідрогенізації і полімеризації.
Радіоактивний ізотоп лютецій-177 використовується для терапії раку.
Лютецій використовується у детекторах для позитрон-емісійної томографії.
Існують перспективні розробки комп'ютерної пам'яті на основі гадолінієво-галієвих гранатів (GGG), допованих лютецієм.